# Ahaetulla isabellina
Ahaetulla isabellina — вид змій родини полозових (Colubridae).

## Таксономія
Представників виду раніше вважали підвидом Ahaetulla nasuta. Дослідження 2020 року показало, що A. nasuta є видовим комплексом, що складається з 5 видів: A. nasuta sensu stricto, A. borealis, A. farnsworthi, A. isabellina та A. malabarica.

## Розповсюдження
Ендемік Індії. Цей вид трапляється у вічнозелених лісах Західних Гат від ~ 550 м до 1475 м над рівнем моря.